# Kamehameha I
Kamehameha I (nombre hawaiano completo: Kalani Paiʻea Wohi o Kaleikini Kealiʻikui Kamehameha o ʻIolani i Kaiwikapu kauʻi Ka Liholiho Kūnuiākea), también conocido como Kamehameha, el Grande (c. 1758 - 8 de mayo de 1819), fue un monarca hawaiano que unificó las Islas de Hawái y estableció formalmente el Reino de Hawái en 1810. Estableció lazos de amistad con las principales potencias del Pacífico, preservando así la independencia de Hawái[cita requerida]. La figura de Kamehameha se destaca especialmente por la vehemencia de su defensa de los valores tradicionales hawaianos y del sistema kapu que regía las leyes y la religión. También ha pasado a la historia por la mamalahoe o Ley del remo astillado, precedente de los derechos humanos de los no combatientes en tiempos de guerra, que después han sido reconocidos internacionalmente. La traducción del nombre Kamehameha es El solitario.
En 1871 Kamehameha V estableció por decreto la festividad Kamehameha Day en honor al rey Kamehameha I. Esta fiesta sigue celebrándose cada 11 de junio. Asimismo, se erigieron una serie de estatuas en su memoria, estando la más conocida frente al Aliʻiōlani Hale, sede del sistema judicial de Hawái. Existen otras dos estatuas idénticas en Kohala y en el Capitolio de los Estados Unidos.

## Unificación de Hawái
Al morir Alapaʻi, le sucedió su hijo Keaweaʻopala. Kalaniʻopuʻu, sobrino-nieto de Alapaʻi, cuestionó su derecho al trono con el apoyo de su sobrino Kamehameha. Keaweaʻopala murió en un violento enfrentamiento en la bahía Kealakekua y Kalaniʻopuʻu se declaró victorioso. Gracias a su fiel apoyo, Kamehameha fue nombrado ayudante de Kalaniʻopuʻu.
En 1779, Kamehameha viajó de nuevo con Kalaniʻopuʻu a la bahía Kealakekua. En esta ocasión se encontró con quien él creyó Lono, la diosa hawaiana de la fertilidad, quien llegó a bordo de una "gran canoa con banderas" (se trataba del capitán James Cook y la nave era el HMS Discovery). Fue el primer contacto de Kamehameha con el hombre blanco, aunque no sería el último.
Criado en la corte de su tío, Kamehameha adquirió importancia en 1782, al morir Kalaniʻopuʻu. Aunque el reino pasó al hijo de Kalaniʻopuʻu, Kīwalaʻō, Kamehameha logró un puesto religioso destacado, guardián del rey hawaiano de la guerra, Kukaʻilimoku, además del distrito de Waipiʻo. Sin embargo, ya por aquel entonces existían malas relaciones entre los dos primos. El motivo fue que Kamehameha entregó a los dioses el cuerpo de un aliʻi asesinado en lugar de Kīwalaʻō, por lo que cuando un grupo de jefes del distrito de Kona le ofreció a Kamehameha el reino en vez de a Kīwalaʻō, este lo aceptó entusiasmado. Kīwalaʻō fue al poco derrotado en la batalla de Mokuʻohai y Kamehameha se hizo con el control de los distritos de Kohala, Kona y Hamakua en Hawaiʻi. Se casó con su hija, la princesa Keōpūolani de Hawái.
Kamehameha se trasladó entonces al distrito de Puna en 1790, deponiendo a su jefe, Keawemaʻuhili. Keōua, exiliándose a su hogar en Kaʻū, se aprovechó de la ausencia de Kamehameha e instigó una revuelta. Cuando Kamehameha regresó con su ejército para aplacar la rebelión, Keōua huyó atravesando el volcán, que entró en erupción acabando con la vida de un tercio de sus guerreros, debido a los gases venenosos que se liberaron.
Tras preguntar a un kahuna cual era la mejor forma de hacerse con el resto de la isla, Kamehameha decidió construir un heiau a Kukaʻilimoku, además de colocar el cuerpo de un aliʻi sobre él.
Cuando finalizó la construcción del templo, Kamehameha invitó a Keōua a reunirse con él. Keōua se llevó consigo al grueso del ejército que aún conservaba. En cuanto pisó tierra, uno de los jefes de Kamehameha le arrojó una lanza. Según algunos testimonios, la esquivó pero cayó por el fuego de los mosquetes. Los guardaespaldas de Keōua, pillados por sorpresa, murieron. Con Keōua muerto, quienes le apoyaban fueron capturados o asesinados y Kamehameha se convirtió en aliʻi nui de todo Hawái.
En 1816 instauró la bandera hawaiana, con la Union Jack británica en la esquina superior izquierda y ocho barras que representan las ocho principales islas hawaianas.
Fue nombrado Coronel de las Provincias Unidas del Río de la Plata por Hipólito Bouchard, corsario francés al servicio del por entonces nuevo país de Argentina, enemigo de España, en viaje de circunvalación del globo terrestre, en agradecimiento a la entrega de dos barcos argentinos sublevados. Parece ser que el rey hawaiano fue el Primer jefe de Estado en reconocer a las entonces Provincias Unidas del Río de La Plata, hoy Argentina, como un país independiente, pero son conjeturas no confirmadas documentalmente.

## La ambición de Kamehameha
Los sueños de Kamehameha abarcaban mucho más que la isla de Hawái; siguiendo el consejo de su esposa preferida Kaʻahumanu, que se convirtió en una de las figuras más poderosas de Hawái, comenzó a planificar la conquista de las demás islas del archipiélago. La ayuda llegó de manos de los comerciantes británicos y estadounidenses, quienes vendieron armas y munición a Kamehameha. Dos occidentales residentes en Hawái, Isaac Davis y John Young, instruyeron a las tropas de Kamehameha en el uso de las armas de fuego.
Ya con nuevas armas, Kamehameha tenía la confianza suficiente como para trasladarse a las islas vecinas de Maui y O'ahu, debilitadas por la guerra de sucesión entre los hijos del rey Kahekili. Kamehameha, ignorante o no de que su rival Kalanikupule también disponía de armas de fuego y de que planeaba actuar contra él, invadió las islas occidentales, sintiendo confianza en su título de aliʻi nui de Hawái.
En 1795, Kamehameha se hizo a la mar con una armada compuesta por 1.200 canoas de guerra y 10.000 soldados (una cifra sorprendente para una cadena de islas cuya población no superó jamás los 300.000 habitantes). Kamehameha se aseguró rápidamente las islas de Maui y Molokaʻi, que apenas contaban con protección, y se dirigió a la isla de Oʻahu, desembarcando con su ejército en Waiʻalae y Waikīkī. Lo que Kamehameha no sabía era que uno de sus capitanes, un aliʻi de alto rango de nombre Kaʻiana, había desertado al bando de Kalanikupule. Kaʻiana había colaborado en el corte de muescas de la cadena montañosa de Nuʻuanu Pali que, al igual que las torrecillas de un castillo, servirían de puertos para los cañones de Kalanikupule.
Cuando Kamehameha avanzó por Pali, sus tropas recibieron el impacto de los cañones. Desesperado, asignó dos divisiones con sus mejores guerreros que ascendieran a Pali. Al alcanzar los cañones por detrás, lograron sorprender a los artilleros de Kalanikupule y hacerse con el control de estos. Debido a la pérdida de sus armas, las tropas de Kalanikupule fueron presa del desorden. Muchos fueron despeñados desde las cumbres de Pali. Kaʻiana murió en combate; Kalanikupule fue capturado algún tiempo después y sacrificado a Kukaʻilimoku.
Kamehameha era ahora aliʻi nui de toda la parte de Hawái al este de Oʻahu, pero las islas de Kauaʻi y Niʻihau se le resistían repetidamente. Cuando intentó invadir las islas en 1796, su gobernador en Hawaiʻi, Namakeha, encabezó una revuelta en su contra y Kamehameha se vio obligado a regresar. Volvió a intentarlo en 1803, pero en esta ocasión primero cayeron enfermos sus guerreros y después el propio Kamehameha, aunque se recuperó. Durante este tiempo, Kamehameha organizó la mayor armada jamás vista en Hawái - con goletas construidas en el extranjero y enormes cañones de guerra, equipada con cañones y llevando un amplio ejército. Kaumualiʻi, aliʻi nui de Kauaʻi, que había observado cómo Kamehameha componía sus fuerzas invasoras, decidió que tendría mayores posibilidades negociando que en el campo de batalla. Es posible que también le influyeran los comerciantes extranjeros, testigos de las continuas disputas entre Kamehameha y Kaumualiʻi, que ponían en peligro el comercio de madera de sándalo.
En 1810, Kaumualiʻi se convirtió en vasallo de Kamehameha, que a partir de entonces sería el único soberano de la cadena de islas de Hawái.

## El primer rey de Hawái

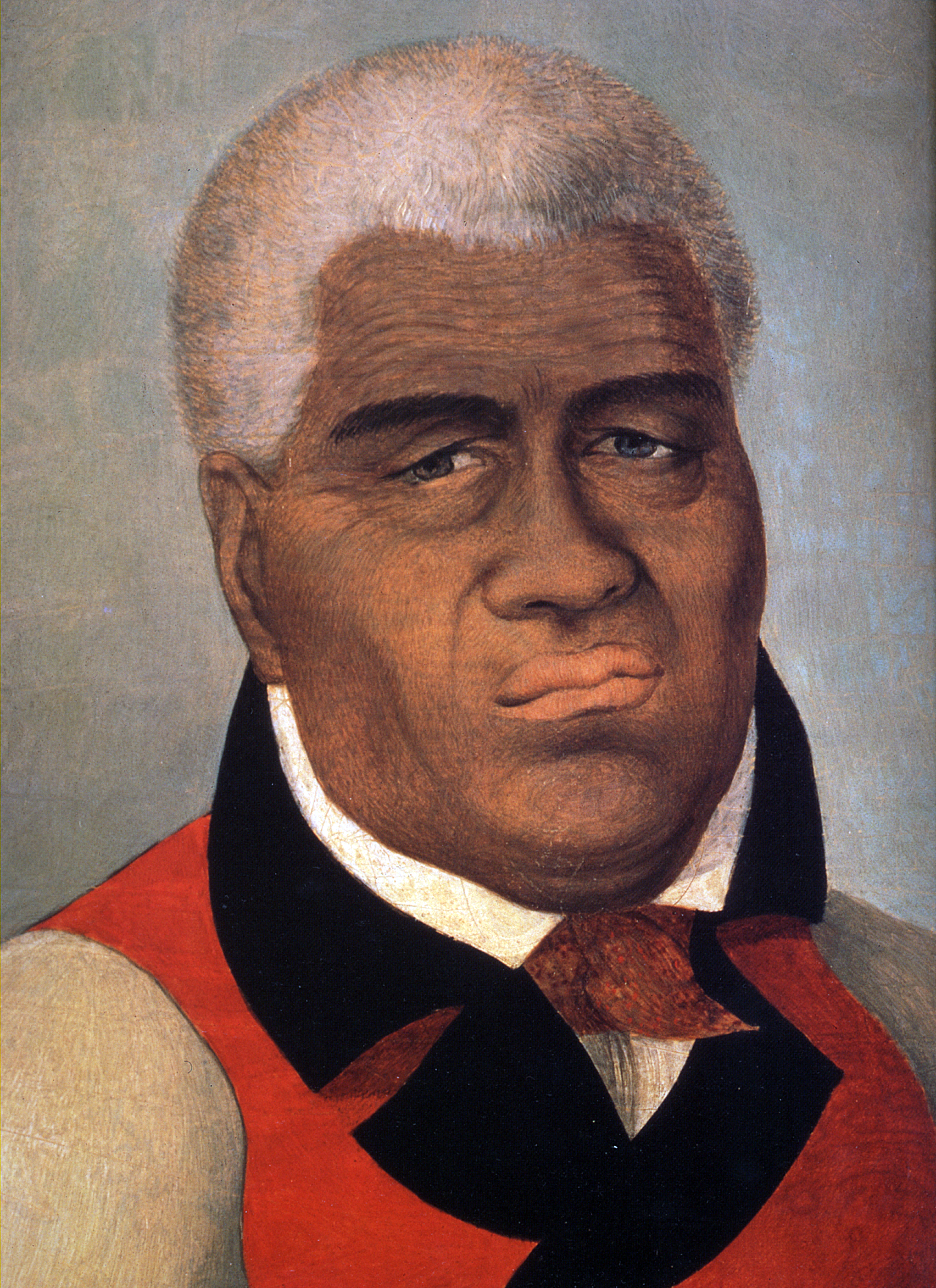
"No tienen fin los bienes que os he dejado para disfrutar" -últimas palabras para su pueblo-.

Como rey, Kamehameha dio varios pasos para asegurarse de que las islas seguían siendo un reino unido incluso después de su muerte. Unificó el sistema legal y utilizó los productos que obtuvo de los impuestos para fomentar el comercio con Europa y Estados Unidos. Kamehameha no permitió a los no hawaianos poseer tierras, situación que se mantuvo hasta la Gran Mahele de 1848. Este decreto garantizó la independencia de Hawái en una época en que las demás islas del Pacífico pertenecían ya a potencias coloniales.
De hecho, el Reino de Hawái que estableció Kamehameha conservó su independencia, excepto durante un periodo de cinco meses de ocupación británica en 1843, hasta su anexión a Estados Unidos en 1898. Gracias a este legado, Kamehameha se ganó el epíteto de "Napoleón del Pacífico".
Kamehameha también instauró la Mamalahoa, o la "ley del remo astillado". Sus orígenes son anteriores a la unificación de la isla de Hawái, en 1782, cuando durante una incursión, el pie de Kamehameha quedó atrapado en una roca. Un pescador de la zona, temeroso por su familia, asestó a Kamehameha un fuerte golpe en la cabeza con un remo, que se astilló. Kamehameha quedó aturdido y fue dado por muerto, dándole tiempo al pescador y a su acompañante de escapar. Doce años más tarde, trajeron al mismo pescador ante Kamehameha para ser castigado.  El rey Kamehameha no obstante se culpó a sí mismo por atacar a gente inocente, regalando al pescador tierras y liberándole después.  Proclamó la nueva ley, "Dejen a toda persona mayor, mujer o niño tendido junto al camino a salvo". Se calcula que esta ley, que estipulaba el bienestar de los no combatientes en tiempos de guerra, salvó miles de vidas durante las campañas de Kamehameha. Se convirtió en la primera ley escrita del Reino de Hawái y sigue figurando en la constitución estatal hasta el día de hoy.
A pesar de que acabó con los sacrificios humanos, Kamehameha fue hasta el final seguidor de la religión hawaiana y de las tradiciones hawaianas (como el Lua). Creía tan firmemente en su religión y su cultura que ejecutaba a aquellos súbditos que infringieran el kapu. Aunque recibió a cristianos, parece ser que no les tomaba muy en serio.
Cuando falleció Kamehameha en 1819, su fiel amigo el Honorable Ulumāheihei Hoapili ocultó su cuerpo. A día de hoy el lugar donde reposan sus restos sigue siendo un misterio. En el salón de las estatuas del Capitolio de los Estados Unidos se encuentra una escultura que le representa.
Uno de sus principales consejeros fue el jerezano Francisco de Paula Marín y Grassi, quien estuvo a su servicio desde 1795 hasta el final del rey prestando todo tipo de servicios en asuntos militares, diplomáticos, económicos y hasta de salud (fue su médico personal).

## Kamehameha en la cultura popular
- Se anunció el rodaje de una película basada en la vida de Kamehameha I, titulada The King, con Dwayne "The Rock" Johnson en el papel del monarca, que se rodaría en 2020 a las órdenes del director Robert Zemeckis.
- En 1968 el actor Michael Ansara lo interpretó en un capítulo de la serie Mi bella genio, titulado "La batalla de Waikīkī". La protagonista principal de la serie era su entonces esposa, Barbara Eden.[3]
- Según la leyenda, en una ocasión Kamehameha cargó con una roca de más de 400 kg entre dos pueblos sin dejarla caer.
- Las leyendas también cuentan que el rey Kamehameha dio la vuelta a la roca de Naha, de unos 2.000 kg. La profecía decía que quien levantara la piedra conquistaría todas las islas.
- Un avión de las Fuerzas Aéreas, el A C-17 Globemaster III, P-153, se llama el "Espíritu de Kamehameha".
- Sólo existen algunos retratos de Kamehameha pintados por artistas europeos de los viajes de exploración. Se dice que era un hombre con una altura que rondaba el 1'98m (6 pies con 6 pulgadas).
- Se desconoce el lugar exacto en el que reposan sus restos, pues este hecho se guardó con gran celo. Se cree que sus huesos se enterraron en la zona de Kaloko, en el norte de Kona.
- Una abreviación de su nombre, Prince Kamehame, fue usado en la serie Kinnikuman como el maestro del protagonista. Justamente el personaje es un príncipe hawaiano.
- Se llama Kamehameha al ataque creado por Kame Sennin en la serie japonesa Dragon Ball. El nombre le fue sugerido al creador, Akira Toriyama, por su mujer.
- En la película South Park: Bigger, Longer & Uncut del año 1999, el personaje de Eric Cartman menciona al Rey Kamehameha en la canción que le dedica a la madre de su amigo Kyle Broflovski. Esto se puede apreciar tanto en la versión original inglesa como en el doblaje realizado en México sin censura.

## Ancestros
|  |                                                            |  |  |  |  |  |  |  |  |  |  |  |  |  |  |  |
|  | 16. Gran Jefe Kanaloaikaiwilena Kapulehu de Oʻahu          |  |  |  |  |  |  |  |  |  |  |  |  |  |  |  |
|  |                                                            |  |  |  |  |  |  |  |  |  |  |  |  |  |  |  |
|  |                                                            |  |  |  |  |  |  |  |  |  |  |  |  |  |  |  |
|  | 8. Rey Keaweikekahialiʻiokamoku de la Isla de Hawái        |  |  |  |  |  |  |  |  |  |  |  |  |  |  |  |
|  |                                                            |  |  |  |  |  |  |  |  |  |  |  |  |  |  |  |
|  |                                                            |  |  |  |  |  |  |  |  |  |  |  |  |  |  |  |
|  | 17. Reina Keakealaniwahine de la Isla de Hawái             |  |  |  |  |  |  |  |  |  |  |  |  |  |  |  |
|  |                                                            |  |  |  |  |  |  |  |  |  |  |  |  |  |  |  |
|  |                                                            |  |  |  |  |  |  |  |  |  |  |  |  |  |  |  |
|  | 4. Príncipe Keʻeaumoku Nui de la Isla de Hawái             |  |  |  |  |  |  |  |  |  |  |  |  |  |  |  |
|  |                                                            |  |  |  |  |  |  |  |  |  |  |  |  |  |  |  |
|  |                                                            |  |  |  |  |  |  |  |  |  |  |  |  |  |  |  |
|  | 18. Gran Jefe Kaneikaiwilani de Oʻahu                      |  |  |  |  |  |  |  |  |  |  |  |  |  |  |  |
|  |                                                            |  |  |  |  |  |  |  |  |  |  |  |  |  |  |  |
|  |                                                            |  |  |  |  |  |  |  |  |  |  |  |  |  |  |  |
|  | 9. Princesa Kalanikauleleaiwi de la Isla de Hawái          |  |  |  |  |  |  |  |  |  |  |  |  |  |  |  |
|  |                                                            |  |  |  |  |  |  |  |  |  |  |  |  |  |  |  |
|  |                                                            |  |  |  |  |  |  |  |  |  |  |  |  |  |  |  |
|  | 19. Reina Keakealaniwahine de la Isla de Hawái (= 17)      |  |  |  |  |  |  |  |  |  |  |  |  |  |  |  |
|  |                                                            |  |  |  |  |  |  |  |  |  |  |  |  |  |  |  |
|  |                                                            |  |  |  |  |  |  |  |  |  |  |  |  |  |  |  |
|  | 2. Gran Jefe Keōua Kalanikupuapaʻikalaninui de Kohala      |  |  |  |  |  |  |  |  |  |  |  |  |  |  |  |
|  |                                                            |  |  |  |  |  |  |  |  |  |  |  |  |  |  |  |
|  |                                                            |  |  |  |  |  |  |  |  |  |  |  |  |  |  |  |
|  | 20. Gran Jefe Nuʻuanu de Oʻahu                             |  |  |  |  |  |  |  |  |  |  |  |  |  |  |  |
|  |                                                            |  |  |  |  |  |  |  |  |  |  |  |  |  |  |  |
|  |                                                            |  |  |  |  |  |  |  |  |  |  |  |  |  |  |  |
|  | 10. Gran Jefe Ku-a-Nuʻuanau de Oʻahu                       |  |  |  |  |  |  |  |  |  |  |  |  |  |  |  |
|  |                                                            |  |  |  |  |  |  |  |  |  |  |  |  |  |  |  |
|  |                                                            |  |  |  |  |  |  |  |  |  |  |  |  |  |  |  |
|  | 21. Gran Jefa Kealomako de Kaʻū                            |  |  |  |  |  |  |  |  |  |  |  |  |  |  |  |
|  |                                                            |  |  |  |  |  |  |  |  |  |  |  |  |  |  |  |
|  |                                                            |  |  |  |  |  |  |  |  |  |  |  |  |  |  |  |
|  | 5. Gran Jefa Kamakaʻimoku de Oʻahu                         |  |  |  |  |  |  |  |  |  |  |  |  |  |  |  |
|  |                                                            |  |  |  |  |  |  |  |  |  |  |  |  |  |  |  |
|  |                                                            |  |  |  |  |  |  |  |  |  |  |  |  |  |  |  |
|  | 22. Gran Jefe Mahiolole de Kohala                          |  |  |  |  |  |  |  |  |  |  |  |  |  |  |  |
|  |                                                            |  |  |  |  |  |  |  |  |  |  |  |  |  |  |  |
|  |                                                            |  |  |  |  |  |  |  |  |  |  |  |  |  |  |  |
|  | 11. Gran Jefa Umiula-a-Kaʻahumanu de Kohala                |  |  |  |  |  |  |  |  |  |  |  |  |  |  |  |
|  |                                                            |  |  |  |  |  |  |  |  |  |  |  |  |  |  |  |
|  |                                                            |  |  |  |  |  |  |  |  |  |  |  |  |  |  |  |
|  | 23. Gran Jefa Kanekukaʻailani de Hilo                      |  |  |  |  |  |  |  |  |  |  |  |  |  |  |  |
|  |                                                            |  |  |  |  |  |  |  |  |  |  |  |  |  |  |  |
|  |                                                            |  |  |  |  |  |  |  |  |  |  |  |  |  |  |  |
|  | 1. Kamehameha I de Hawái                                   |  |  |  |  |  |  |  |  |  |  |  |  |  |  |  |
|  |                                                            |  |  |  |  |  |  |  |  |  |  |  |  |  |  |  |
|  |                                                            |  |  |  |  |  |  |  |  |  |  |  |  |  |  |  |
|  | 24. Gran Jefe Mahiolole de Kohala (= 22)                   |  |  |  |  |  |  |  |  |  |  |  |  |  |  |  |
|  |                                                            |  |  |  |  |  |  |  |  |  |  |  |  |  |  |  |
|  |                                                            |  |  |  |  |  |  |  |  |  |  |  |  |  |  |  |
|  | 12. Gran Jefe Kauaua-a-Mahi de Kohala                      |  |  |  |  |  |  |  |  |  |  |  |  |  |  |  |
|  |                                                            |  |  |  |  |  |  |  |  |  |  |  |  |  |  |  |
|  |                                                            |  |  |  |  |  |  |  |  |  |  |  |  |  |  |  |
|  | 25. Gran Jefa Kanekukaʻailani de Hilo (= 23)               |  |  |  |  |  |  |  |  |  |  |  |  |  |  |  |
|  |                                                            |  |  |  |  |  |  |  |  |  |  |  |  |  |  |  |
|  |                                                            |  |  |  |  |  |  |  |  |  |  |  |  |  |  |  |
|  | 6. Gran Jefe Haʻae-a-Mahi de Kohala                        |  |  |  |  |  |  |  |  |  |  |  |  |  |  |  |
|  |                                                            |  |  |  |  |  |  |  |  |  |  |  |  |  |  |  |
|  |                                                            |  |  |  |  |  |  |  |  |  |  |  |  |  |  |  |
|  | 26. Gran Jefe Kaneikaiwilani de Oʻahu (= 18)               |  |  |  |  |  |  |  |  |  |  |  |  |  |  |  |
|  |                                                            |  |  |  |  |  |  |  |  |  |  |  |  |  |  |  |
|  |                                                            |  |  |  |  |  |  |  |  |  |  |  |  |  |  |  |
|  | 13. Princesa Kalanikauleleaiwi de la Isla de Hawái (= 9)   |  |  |  |  |  |  |  |  |  |  |  |  |  |  |  |
|  |                                                            |  |  |  |  |  |  |  |  |  |  |  |  |  |  |  |
|  |                                                            |  |  |  |  |  |  |  |  |  |  |  |  |  |  |  |
|  | 27. Reina Keakealaniwahine de la Isla de Hawái (= 17)      |  |  |  |  |  |  |  |  |  |  |  |  |  |  |  |
|  |                                                            |  |  |  |  |  |  |  |  |  |  |  |  |  |  |  |
|  |                                                            |  |  |  |  |  |  |  |  |  |  |  |  |  |  |  |
|  | 3. Gran Jefa Kekuʻiapoiwa II de Kailua-Kona                |  |  |  |  |  |  |  |  |  |  |  |  |  |  |  |
|  |                                                            |  |  |  |  |  |  |  |  |  |  |  |  |  |  |  |
|  |                                                            |  |  |  |  |  |  |  |  |  |  |  |  |  |  |  |
|  | 28. Gran Jefe Kanaloaikaiwilena Kapulehu de Oʻahu (= 16)   |  |  |  |  |  |  |  |  |  |  |  |  |  |  |  |
|  |                                                            |  |  |  |  |  |  |  |  |  |  |  |  |  |  |  |
|  |                                                            |  |  |  |  |  |  |  |  |  |  |  |  |  |  |  |
|  | 14. Rey Keaweikekahialiʻiokamoku de la Isla de Hawái (= 8) |  |  |  |  |  |  |  |  |  |  |  |  |  |  |  |
|  |                                                            |  |  |  |  |  |  |  |  |  |  |  |  |  |  |  |
|  |                                                            |  |  |  |  |  |  |  |  |  |  |  |  |  |  |  |
|  | 29. Reina Keakealaniwahine de la Isla de Hawái (= 17)      |  |  |  |  |  |  |  |  |  |  |  |  |  |  |  |
|  |                                                            |  |  |  |  |  |  |  |  |  |  |  |  |  |  |  |
|  |                                                            |  |  |  |  |  |  |  |  |  |  |  |  |  |  |  |
|  | 7. Princesa Kekelakekeokalani-a-Keawe de la Isla de Hawái  |  |  |  |  |  |  |  |  |  |  |  |  |  |  |  |
|  |                                                            |  |  |  |  |  |  |  |  |  |  |  |  |  |  |  |
|  |                                                            |  |  |  |  |  |  |  |  |  |  |  |  |  |  |  |
|  | 30. Gran Jefe Kaneikaiwilani de Oʻahu (= 18)               |  |  |  |  |  |  |  |  |  |  |  |  |  |  |  |
|  |                                                            |  |  |  |  |  |  |  |  |  |  |  |  |  |  |  |
|  |                                                            |  |  |  |  |  |  |  |  |  |  |  |  |  |  |  |
|  | 15. Princesa Kalanikauleleaiwi de la Isla de Hawái (= 9)   |  |  |  |  |  |  |  |  |  |  |  |  |  |  |  |
|  |                                                            |  |  |  |  |  |  |  |  |  |  |  |  |  |  |  |
|  |                                                            |  |  |  |  |  |  |  |  |  |  |  |  |  |  |  |
|  | 31. Reina Keakealaniwahine de la Isla de Hawái (= 17)      |  |  |  |  |  |  |  |  |  |  |  |  |  |  |  |
|  |                                                            |  |  |  |  |  |  |  |  |  |  |  |  |  |  |  |
|  |                                                            |  |  |  |  |  |  |  |  |  |  |  |  |  |  |  |

| Predecesor: Kīwalaʻō     | Soberano de la Isla de Hawái 1795 - 1810 | Sucesor: Se convierte en Rey de Hawái |
| Predecesor: Nuevo título | Rey de Hawái 1810 - 1819                 | Sucesor: Kamehameha II                |